# Adéodat Compère-Morel
Adéodat Compère-Morel, född 5 oktober 1872 i Breteuil i Oise, död 3 augusti 1941 Sernhac i Gard, var en fransk socialistisk politiker och författare. Hans främsta verk är Encyclopédie socialiste syndicale et coopérative de l'International ouvrière, utgivet 1912.